# 크리스토페르 요네르
크리스토페르 요네르(Kristoffer Joner, 1972년 9월 19일 ~ )는 노르웨이의 배우이다.

## 출연 작품
- 더 퀘이크: 오슬로 대지진 (2018)
- 나는 아들을 사랑하지 않는다 (2016)
- 올 더 뷰티 (2016)
- 더 웨이브 (2015)
- 레버넌트: 죽음에서 돌아온 자 (2015)
- 닥터 프록터즈 파트 파우더 (2014)
- 올 댓 매터스 이즈 패스트 (2012)
- 더 오하임 컴퍼니 (2012)
- 콜 걸 (2012)
- 베이비콜 (2011)
- 커트 조세프 와글 오그 리젠든 옴 프조르드헤크사 (2010)
- 킹 오브 아일랜드 (2010)
- 배드 페이스 (2010)
- 로테네터 (2009)
- 히든 (2009)
- 잉베를 사랑한 남자 (2008)
- 페더젠 동지 (2006)
- 미친 섹스 (2005)
- 빌마크 (2003)
- 유니와 라이다 (2002)
- 몽골랜드 (2001)